# Campeonato Pernambucano Série A3
Il Campeonato Pernambucano Série A3 è il terzo e ultimo livello calcistico nello stato del Pernambuco, in Brasile.

## Albo d'oro
| Anno | Campione            |
| ---- | ------------------- |
| 1996 | Ramalat             |
| 1997 | Ramalat             |
| 1998 | Ramalat             |
| 1999 | Ramalat             |
| 2000 | Ferroviário do Cabo |
| 2001 | Itacuruba           |
| 2002 | Vera Cruz           |

## Titoli per squadra
| Squadra             | Città                   | Titoli |
| ------------------- | ----------------------- | ------ |
| Ramalat             | Ouricuri                | 4      |
| Ferroviário do Cabo | Cabo de Santo Agostinho | 1      |
| Itacuruba           | Itacuruba               | 1      |
| Vera Cruz           | Vitória de Santo Antão  | 1      |